# ليديا ميراوي
ليديا مونيا ميراوي (24 سبتمبر 1991 -) هي لاعبة كرة قدم جزائرية، ولدت في موبوج، فرنسا. لعبت معظم الوقت في فرنسا.

## تاريخها الكروي

### على مستوى النادي
بدأت ميراوي مسيرتها الكروية في سن 8 سنوات في نادي «دي أكوريل داراك» (Club des Ecureuils d'Arlac) لكرة القدم، وفي عام 2004 انضمت وهي في سن الثالثة عشرة إلى نادي أولمبيك ليون. في ليون، ثم في عام 2006 انضمت لفريق OL's Reserve التابع لفريق Feminin Honneur Ligue - فريق Unique Reserve.  فاز ناديها بدوري عام 2006/2007 وتمت ترقية النادي إلى القسم الثاني للكرة النسائية. أدت ميراوي أول مباراة لها مع أولمبيك ليون فيمينين في دوري الدرجة الأولى فيمينين في 24 مايو 2009 بفوز 14: 1 على ملعب سانت بريوك. شاركت في 3 مباريات في غضون عامين مع فريق سينيور ليون وتم نقلها إلى الفريق الإسباني UE L'Estartit. في صيف عام 2011 وقعت ميراوي لنادي فرايبورغ في ألمانيا لتلعب في الدوري الألماني لكرة النساء، ولعبت 13 مباراة في موسم 2011/2012. بعد انتهاء الموسم، غادرت أوروبا ولعبت في بطولة الجزائر للسيدات في ASE Alger Centre، قبل أن تعود في صيف 2014 إلى فرنسا للتعاقد مع Claix Football. بعدها لعبت في صيف 2015 لصالح AS Nancy، ثم عادت بعد عام إلى Merignac.

### دوليًا
ميراوي هي لاعبة خط الوسط في منتخب الجزائر الدولي، وشاركت في بطولة أفريقيا 2010، وكذلك في بطولة المرأة الأفريقية في ناميبيا عام 2014.

## روابط خارجية
- ليديا ميراوي على موقع قاعدة بيانات كرة القدم.إي يو (الإنجليزية)
- ليديا ميراوي على موقع Soccerway.com (الإنجليزية)